# Jaime Chávarri
Jaime Chávarri de la Mora (Madrid, 20 marzo 1943) è un regista e sceneggiatore spagnolo.

## Biografia
Nel 2001 è stato candidato al Premio Goya per il miglior regista per il film Besos para todos.

## Filmografia
- Pastel de sangre (1971)
- Los viajes escolares (1974)
- A un dio sconosciuto (A un dios desconocido) (1977)
- La chiave dell'amore (Cuentos eróticos) (segmento "Pequeño planeta") (1980)
- Dedicatoria (1980)
- Cuentos para una escapada (segmento "La mujer sorda") (1981)
- Bearn o la sala de las muñecas (1983)
- Le biciclette sono per l'estate (Las bicicletas son para el verano) (1984)
- Il fiume d'oro (El río de oro) (1986)
- Le cose dell'amore (Las cosas del querer) (1989)
- Tenera estate di lussurie e di terrazze (Tierno verano de lujurias y azoteas) (1993)
- Le cose dell'amore II (Las cosas del querer 2ª parte) (1995)
- Gran Slalom (1996)
- Sus ojos se cerraron y el mundo sigue andando (1997)
- Besos para todos (2000)
- El año del diluvio (2004)
- Madrid 11M: Todos íbamos en ese tren (segmento "Doce de octubre") (2004)
- Camarón (2005)
- La manzana de oro (2022)